# Napola
Napola (også kendt som Hitlers elite) er en tysk dramafilm fra 2004 skrevet og instrueret af Dennis Gansel. Filmen er en  antikrigsfilm der behandler de følelsesmæssigt mørke aspekter af en krig. Den er baseret på instruktør Dennis Gansels bedstefars liv.

## Handling
Tyske Friedrich er 16 år og drømmer om et liv som professionel bokser. Han er derfor lykkelig over at blive optaget på en nazistisk eliteskole, en Napola (Nationalpolitische Erziehungsanstalt) der har fået øje på hans boksetalent. Men i Tyskland år 1942 er alle skoler stærkt præget af den nazistiske ideologi, og Friedrich får nok, da hans bedste ven på skolen må opleve de ubarmhjertige konsekvenser af at sætte spørgsmålstegn ved nazismen.

## Medvirkende (i udvalg)
- Max Riemelt som Friedrich Weimer
- Alexander Held som Friedrichs far
- Sissy Höfferer som Friedrichs mor
- Tom Schilling som Albrecht Stein
- Thomas Drechsel som Hefe
- Martin Goeres som Siegfried Gladen
- Florian Stetter som Justus von Jaucher
- Devid Striesow som Vogler
- Joachim Bißmeier som institutionens leder
- Justus von Dohnányi som Gauleiter Heinrich Stein
- Claudia Michelsen som Fru Stein
- Julie Engelbrecht som Katharina
- Dennis Gansel som boksetræner
- Karel Dobrý som SS-læge